# DMS-59

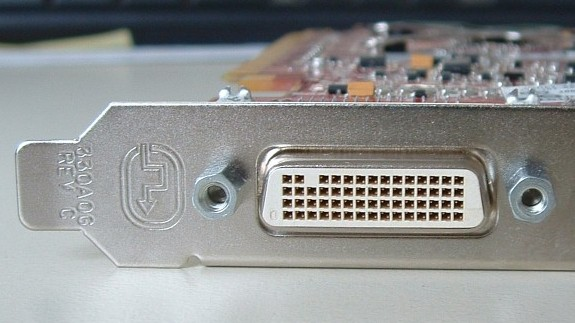
Il connettore DMS-59.

DMS-59 pinout

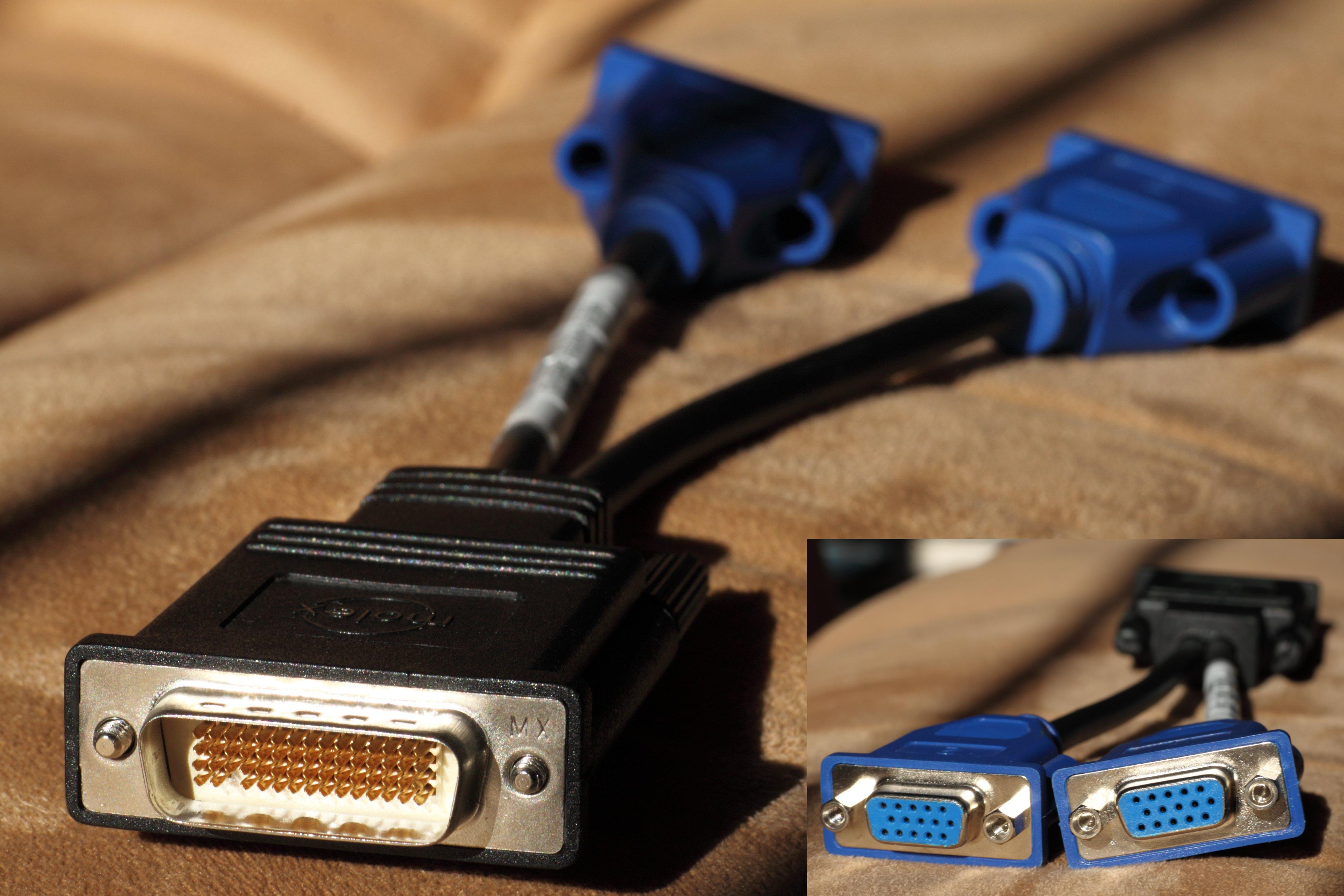
DMS-59 verso due adattatori VGA

Il DMS-59 è un connettore elettrico a 59 piedini genericamente usato per le schede video dei computer. Esso fornisce due uscite DVI o VGA su un singolo connettore. Un cavo adattatore è richiesto per la conversione da DMS-59 a DVI o VGA. Il connettore è alto quattro piedini e largo 15 piedini, con un singolo piedino mancante nella riga superiore, in un guscio di tipo D, con viti ad alette.
Lo scopo del DMS-59 è quello di supportare una grande varietà di visualizzatori video, in maniera del tutto simile al connettore DVI. Il DMS-59 supporta due canali digitali DVI a singolo collegamento o due canali analogici VGA su un singolo connettore. La dimensione compatta del connettori fa in modo che una scheda a mezza altezza possa supportare due visualizzatori ad alta risoluzione e fa in modo che una scheda a piena altezza (con due connettori DMS-59) possa supportare fino a quattro visualizzatori ad alta risoluzione.
Il connettore DMS-59 viene usato dai produttori di schede video ed è derivato dal connettore Molex Low Force Helix, anche se i due tipi di connettori sono tra di loro incompatibili.
Al dicembre 2020, viene dichiarato obsoleto dal suo principale costruttore, la Molex.